# Henri de Lacaze-Duthiers

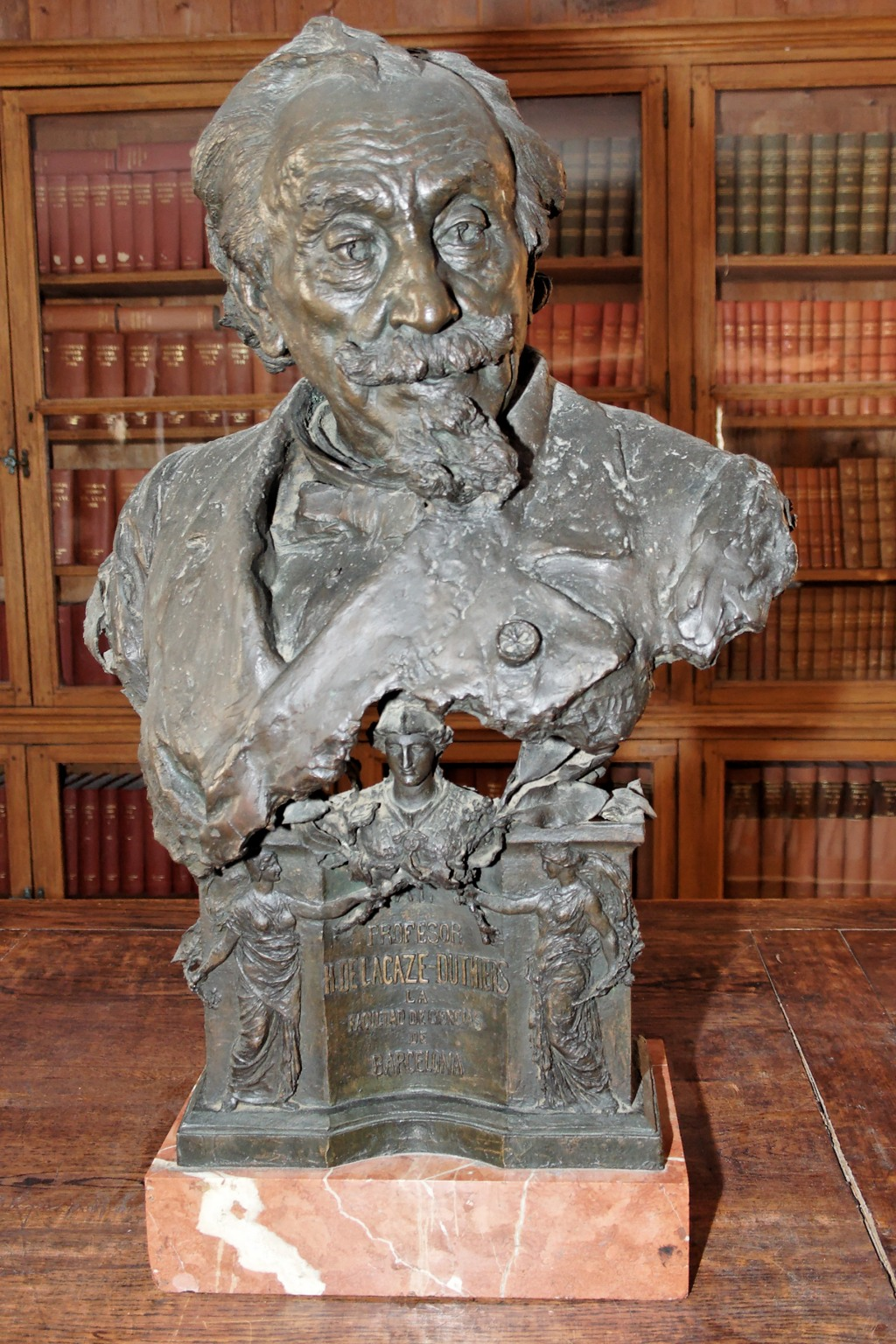
Henri de Lacaze-Duthiers, Station biologique de Roscoff

Henri de Lacaze-Duthiers (Montpezat, 15 de maio de 1821 - Las-Fons, 21 de julho de 1901) foi um naturalista francês que muito contribuiu para o avanço do conhecimento sobre os moluscos e os celenterados. A ele se deve a fundação dos laboatórios marítimos de Roscoff e de Banyuls. Foi autor de mais de 250 publicações, notadamente:
- Histoire de l’organisation, du développement, des mœurs et des rapports zoologiques du dentale (Paris, 1858).
- Histoire naturelle du corail, organisation, reproduction, pêche en Algérie, industrie et commerce (Paris, 1864).
- Faune du Golfe du Lion : coralliaires, zoanthaires sclerodermés (Paris, 1897).

Foi o fundador, junto com seu aluno Georges Pruvot, da revista Archives de zoologie expérimentale et générale, que desempenhou um papel importante na orientação da pesquisa zoológica de sua época. Participou também da fundação da Association française pour l'avancement des sciences.